# Cèl·lula comunista
Los militants del PCE organitzats en cèl·lules, de vegades denominades Cèl·lules de Base per la Reconstrucció del Partit Comunista d'Espanya (Cèl·lules Comunistes), van constituir una tendència comunista que es va gestar en Espanya a finals dels anys 60 i començaments dels 70 del segle xx. La tendència seguix activa en les Illes Canàries, on el seu òrgan de premsa és Tribuna Comunista.

## Ressenya històrica
Oposats a la tendència que va acabar denominant-se «eurocomunisme», patrocinada des del Comité Central del PCE, i trobant-se en la situació de pèrdua de vincle orgànic amb el seu partit, o inclús havent sigut sancionats, van decidir acollir-se a l'article dels Estatuts del PCE segons el qual, si es perd el contacte amb el Partit, la missió del militants és constituir cèl·lules allà on puga.
D'esta manera, el seu inspirador, José Satué, i Fernando Sagaseta junt amb un grup més de militants del PCE van decidir mantindre's dins de la legalitat partidària, però creant una tendència d'opinió interna.
En 1976 el Ple de Roma del CC del PCE decidix eliminar l'estructura cel·lular de l'organització -les seues cèl·lules de base- i la reorganització dels militants en agrupacions de caràcter territorial, la qual cosa en la pràctica va significar la dissolució de tota l'estructura clandestina en les presons, l'exèrcit i els fronts de masses; una condició sense la qual no s'hagueren firmat els Pactes de la Moncloa, procés que a Espanya es denomina oficialment com "Transició".
Diversos sectors del PCE van impugnar esta mesura, ja que oficialment contravenia als seus Estatuts, aprovats en el VIII Congrés de 1972. Les Cèl·lules Comunistes van considerar d'esta manera disposar d'un argument més per a enfortir el seu propi corrent orgànic, al considerar il·legítims tals acords.
A partir d'eixe moment, les Cèl·lules Comunistes van adquirir un argument poderós per a la seua vertebració interna, reclamant la "legalitat partidària" i el respecte als esmentats Estatuts i al Manifiesto-Programa del PCE, aprovat en la seua II Conferència Nacional, de 1975. A pesar de les fortes crítiques polítiques i ideològiques que abocaven sobre el contingut de tals documents, reclamaven la seua vigència i legalitat partidàries, fins que els organismes requerits (una altra Conferència i Congrés) els modificaren.
A partir d'eixe moment la tendència es va multiplicar per Madrid, Aragó, València, Astúries, però va tindre especial rellevància organitzativa i política a Granada i en les Illes Canàries. En Canàries les Cèl·lules Comunistes formaran part de la coalició Poble Canari Unit i després Unió del Poble Canari, pel qual Fernando Sagaseta seria elegit diputat en les eleccions de 1979.
Part important de les Cèl·lules Comunistes passarà a formar part del Partit Comunista dels Pobles d'Espanya.